# Michał Knot
Michał Knot (ur. 1987 w Jaworznie) – polski saksofonista, solista, kameralista, na stałe mieszkający w Wiedniu.

## Życiorys

### Edukacja
Edukację muzyczną rozpoczął w Państwowej Szkole Muzycznej w Jaworznie, w klasie skrzypiec i saksofonu. Kontynuował ją pod okiem mgr. Tomasza Gmyrka w Zespole Państwowych Szkół Muzycznych w Bielsku-Białej. Studia licencjackie ukończył w 2009 roku w Akademii Muzycznej w Krakowie w klasie prof. Andrzeja Rzymkowskiego. W 2009 roku wyjechał do Rzymu, gdzie po dwóch latach ukończył z wyróżnieniem studia magisterskie na Conservatorio Santa Cecilia di Roma, w klasie prof. Enzo Filippettiego. W 2011 przeprowadził się do Wiednia, gdzie mieszka do dziś. W 2015 roku ukończył z wyróżnieniem drugie studia magisterskie na Musik und Kunst Privatuniversität der Stadt Wien, w klasie saksofonu prof. Larsa Mlekuscha.

### Kariera muzyczna
Jest jednym z najaktywniejszych saksofonistów młodego pokolenia na świecie. Występował z ponad 300 recitalami i koncertami w ponad 40 krajach, m.in. w: Carnegie Hall, Wiener Musikverein, Walt Disney Concert Hall, Concertgebouw, Wiener Konzerthaus, Tonhalle Zürich, Konzerthaus Berlin, Hermitage Theatre, Teatro del Lago, National Theater and Concert Hall Taipei, Gasteig Munich.
Wstąpił na licznych międzynarodowych festiwalach muzycznych, m.in.: Wiener Festwochen, Young Euro Classic Berlin, Musical Olympus Festival New York, Grafenegg Festival, Durres Chamber Fest, Jeunesse Austria, Idyllwild Academy Los Angeles, Octobre Musical Carthage, Johor Bahru International Festival City, Summerwinds Festival, IGNM World New Music Days, Festival Suona Francese Roma, Bolzano Festival, Winners&Masters Gasteig Münich, Festiwal Muzyki Odnalezionej, Vienna International Saxfest, The Malta Arts Festival, Zürich International Saxfest, Allegro Vivo Festival, Andorra Saxfest, Musikverein Young Artists, Nordic Saxfest, Kultursommer Nordhessen, Roma Saxfest, Mommenta Münsterland, Belgrade SAXperience, Next Generation Festival Bad Ragaz, Festival de Musica de Morelia Mexico, Festival Contrada Larga Trento i innych.
Jest założycielem zespołów Duo Aliada oraz Five Sax.
Współpracował z European Union Youth Orchestra, Landesjugendorchester Baden-Württemberg, PHACE Ensemble, Vienna Saxophonic Orchestra.
Prowadził lekcje mistrzowskie oraz wykłady w Binghamton University New York, West Virginia University, Seoul National University, Taipei University, Akademii Muzycznej w Krakowie, Uniwersytecie Muzycznym Fryderyka Chopina oraz podczas różnych festiwali muzycznych. Pełnił funkcję jurora konkursów organizowanych w Conservatorio Profesional de Música de Mallorca oraz na Międzynarodowym Festiwalu Saksofonowym w Przeworsku.
Michał Knot jest artystą D’Addario Woodwinds oraz Henri Selmer Paris.

### Nagrody
Jest laureatem międzynarodowych konkursów oraz zdobywcą prestiżowych nagród. Jako członek Duo Aliada wygrał Grand Prix 12. Fidelio Wettbewerb w Wiedniu oraz zdobył III nagrodę w M-Prize Chamber Arts Competition, University of Michigan. W 2016 roku został uhonorowany nagrodą Wybitnego Polaka w Austrii przyznawaną przez fundację Teraz Polska. W 2015 roku otrzymał zaproszenie do uczestnictwa w prestiżowym programie New Austrian Sound Of Music 2016–2017, promującym najlepszych muzyków młodego pokolenia, mieszkających w Austrii. W 2013 roku został stypendystą programu Młoda Polska, przyznawanego przez Ministerstwo Kultury i Dziedzictwa Narodowego. Za osiągnięcia artystyczne otrzymał stypendia od rządu polskiego, włoskiego oraz austriackiego.

## Dyskografia

### Duo Aliada
- New colours of the past[6] (2015, ARS38182, Ars Produktion(inne języki))

### Five Sax
- Sax Voyage (2018, Amadeus Arte, DVD live)
- At the movies[7] (2015, OR0016, Orlando Records, paladino music(inne języki))

### Inne
- Fidelio-Wettbewerb 2013, Finale Sparte Fidelio, Spezial[8] (2014, ORF-CD 3176, ORF)
- Mussorgski, Bruch – Christoph Wyneken(inne języki), Maria-Elisabeth Lott(inne języki), Landesjugendorchester Baden-Württemberg(inne języki) (2005, LJO 105)

Albumy spotkały się ze znakomitym odbiorem międzynarodowej krytyki, otrzymując pochlebne recenzje oraz nagrody w mediach takich jak m.in. BR-Klassik, Magazine Crescendo, ORF Ö1, SWR 2, Klassik Heute, Radio Klassik Wien i innych.